# Refuge faunique national de Key West
Le refuge faunique national de Key West (anglais : Key West National Wildlife Refuge) est un refuge faunique national de Floride, aux États-Unis. Il a été fondé en 1908 à l'extrême sud de l'archipel des Keys.

## Description
Il est composé à 90 % de surfaces marines (800 km²) et 10 % de surfaces terrestres (10 km²). Celles ci s'étendent sur 26 îles des Keys, dont la plupart des îles de mangroves, avec également quelques plages de sable, des dunes et des marais salants. 
La faune comprend 250 espèces d'oiseaux, parmi lesquels la sterne, la grande frégate, le balbuzard, le grand héron blanc, le pygargue à tête blanche, l'aigrette roussâtre ou le pigeon couronné. L'abondance de bancs de sable entourant les îles et l'absence de raton laveur font de cette réserve un endroit particulièrement sûr et attrayant pour les échassiers. 
Des poissons en voie de disparition habitent les eaux environnantes. Les tortues de mer : caouannes et tortues vertes de l'Atlantique, nichent sur les dunes de sable ainsi que les rares   tortues imbriquées dont c'est le seul site de ponte aux États-Unis.
Le refuge protège également le papillon bleu de Miami (en), espèce endémique.

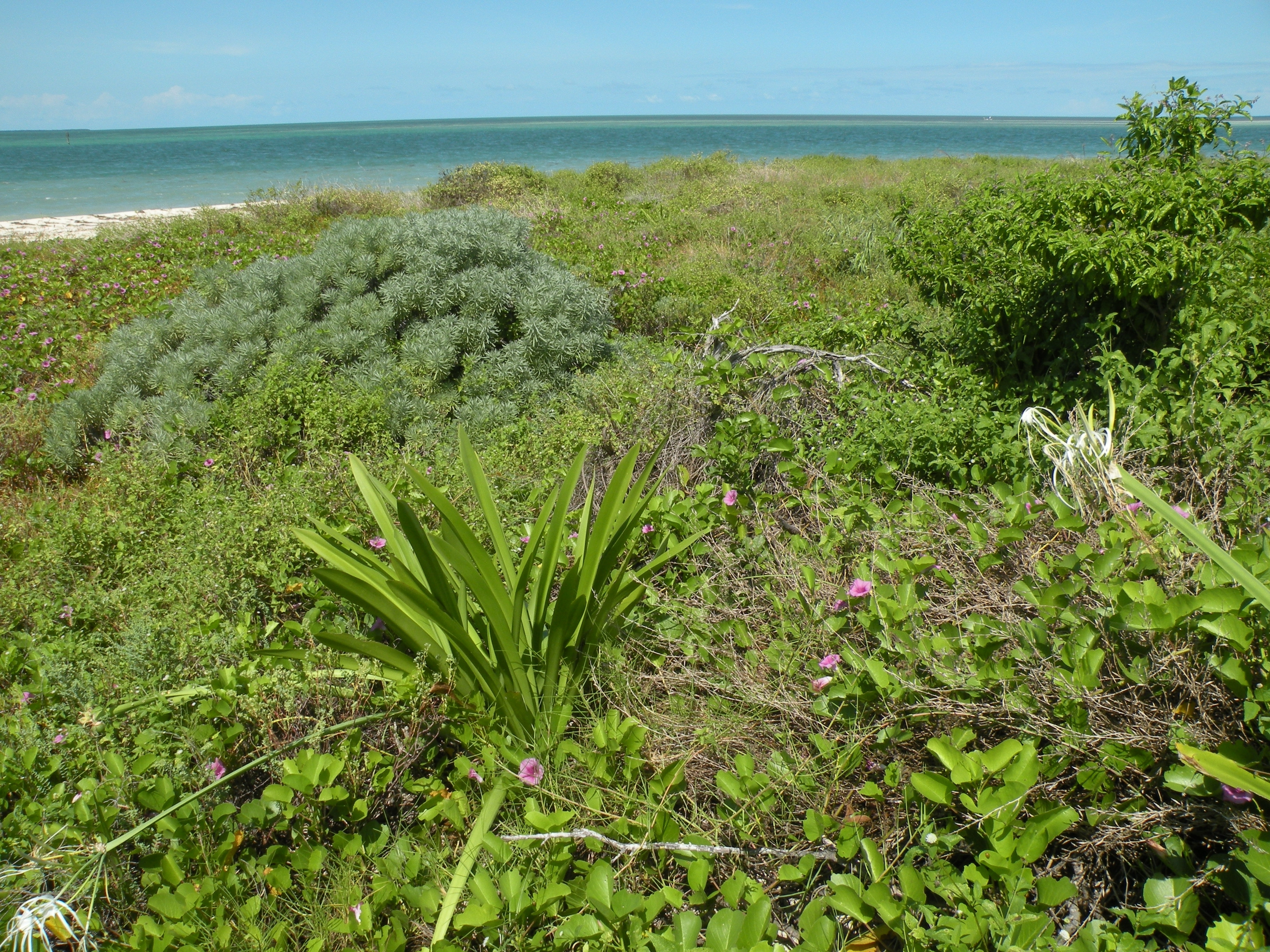
Végétation de l'île